# Joseph Joachim
Ne doit pas être confondu avec Joseph Joachim Raff.
Pour les articles homonymes, voir Joachim.
Répertoire
- Concerto pour violon de Brahms
- Concerto pour violon d'Antonín Dvořák
- Concerto pour violon no 1 de Max Bruch

Joseph Joachim, né le 28 juin 1831 à Kittsee, près de Bratislava (aujourd'hui en Autriche), mort le 15 août 1907 à Berlin, est un violoniste et un compositeur austro-hongrois. Proche collaborateur de Johannes Brahms, il est considéré comme un des plus importants violonistes du XIXe siècle.

## Biographie
En 1833, le commerçant Julius Joachim déménage à Pest pour assurer une bonne formation à ses enfants. Alors qu'il est âgé de quatre ans, un étudiant offre au petit Joseph un violon jouet et lui apprend à en jouer. Très vite se manifeste chez Joseph une remarquable musicalité, si bien qu'après peu de temps le Konzertmeister de l'opéra de Budapest se charge de l'enfant. Il fait ainsi ses débuts en public à l'âge de sept ans et à douze ans on reconnaît déjà sa virtuosité, que l'on compare à celle de Henri Vieuxtemps (1820-1881), Niccolò Paganini (1782-1840) et Ole Bull (1810-1880).
Pour mieux développer le génie musical de Joseph, la famille déménage à Vienne. Les plus importants pédagogues-violonistes du XIXe siècle, Georg Hellmesberger (1800-1873) et à partir de 1840, Joseph Böhm (1795-1876) deviennent ses professeurs. À Vienne il rencontre les virtuoses comme Heinrich Ernst, Charles-Auguste de Bériot, Henri Vieuxtemps et les sœurs Milanollo. Il découvre aussi sa passion pour le quatuor à cordes.
À Leipzig, en 1843, Felix Mendelssohn supervise ses études de théorie musicale avec Moritz Hauptmann et les études humanistes (latin, histoire et littérature). L'année suivante, Joachim voyage en Angleterre, après un concert dans la « Società armonica » le 22 avril 1844 le journal Dramatic and musical review écrivait : « ...Le lion de la soirée était un gamin de treize ans nommé Joachim, certainement un des plus grands violonistes de nos temps ». Il rencontre le compositeur Charles Villiers Stanford avec lequel il se lie d'amitié. De retour à Leipzig, il fait connaissance du célèbre compositeur violoniste Louis Spohr.
Il devient Konzertmeister à la cour de Weimar, avant de rejoindre celle de Hanovre. Il épouse Amalia Schneeweiss en 1863 dans la chapelle du château et en présence de la reine de Hanovre. Amalia deviendra une excellente chanteuse de « Lieder » et d'oratorios. À Berlin, Joseph Joachim est nommé directeur de l'académie de musique en 1868, qui ne comptait que 19 étudiants au début. Joachim est un personnage central dans le romantisme musical en Europe. Parmi ses amis il compte Mendelssohn, Franz Liszt, Hector Berlioz, Clara Schumann et surtout Johannes Brahms, qui lui dédie son concerto pour violon.
Plus tard, il part pour Londres. Par la suite, il rencontre Johannes Brahms, qu'il conseille dans la technique du violon durant la composition de son concerto pour violon. Avec Karl Goldmark, Brahms et le critique musical Eduard Hanslick, il défend la musique pure contre celle de Wagner. À la fin de sa vie, sa renommée de chef d'orchestre lui vaut d'interpréter la première de la Symphonie no 1 de Brahms en Angleterre. Il avait pour assistant Andreas Moser qui publia sa biographie.
Après trois décennies dans un cadre très limité, Joachim peut inaugurer en 1902, en présence du couple impérial, les nouveaux bâtiments de l'académie de musique, désormais fréquentée par 250 étudiants encadrés par 50 professeurs.

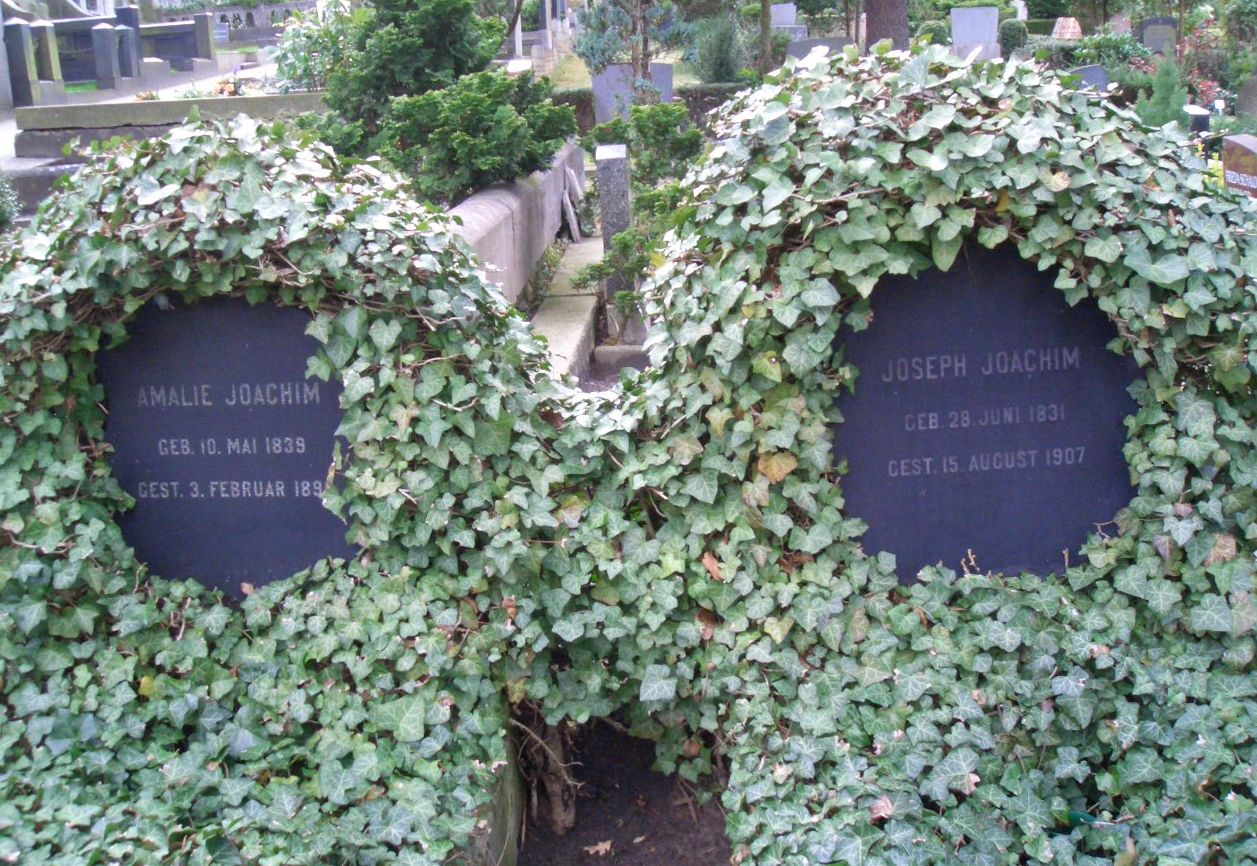
Tombe d'honneur de Joseph et Amalie à Berlin

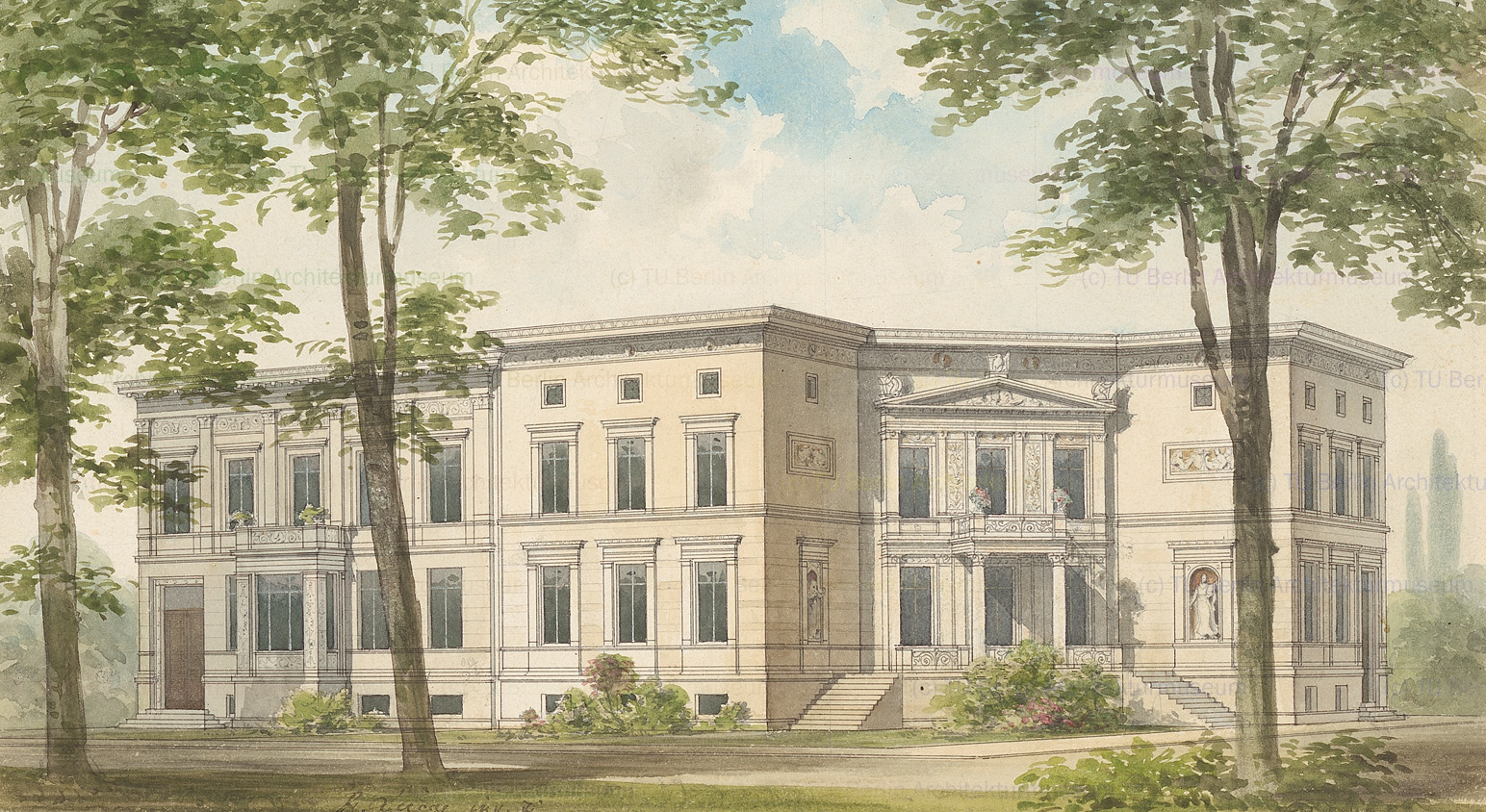
Villa Joachim, dessin de l'architecte Richard Lucae, 1871

À Berlin, le 17 août 1903, il enregistre quelques rares faces chez Gramophone (G&T), seuls témoignages musicaux qui illustrent les techniques d'interprétation dans les années 1830 sur violon à cordes en boyaux, déjà oubliées en 1903. Il est le plus ancien violoniste au monde à avoir enregistré.
La cantatrice Irène Joachim est sa petite-fille et les violonistes Adila Fachiri et Jelly d'Arányi ses petites-nièces.

## Discographie (Berlin,17 août 1903)
- Joachim : Romance en do majeur op. 20 (jouée par l'auteur). Ref 047906. Matrice 218y.
- Bach : Sonate pour violon seul no 1 en sol mineur, BWV 1001 : Prélude. Ref 047903. Matrice 204y.
- Bach : Partita pour violon seul no 1 en ré mineur, BWV 1002 : Bourrée. Ref 047904. Matrice 205y.
- Brahms : Danse Hongroise en sol mineur, WoO 1 no 1. Ref 037904, Matrice 219i (pressage français).
- Brahms : Danse Hongroise en ré mineur, WoO 1 no 2. Ref 037905, Matrice 217i (pressage français).
- Brahms : Danse Hongroise en sol mineur, WoO 1 no 1. Ref 047904, Matrice 219y (pressage allemand).
- Brahms : Danse Hongrois en ré mineur, WoO 1 no 2. Ref 047905, Matrice 217y (pressage allemand).

Les pressages originaux possèdent une étiquette rouge G&T et sont des disques simple face. Les rééditions (vers 1907) ont une étiquette noire et sont des double face. Leur qualité sonore est meilleure.

## Quelques œuvres
- Opus 1 : Andantino et Allegro scherzoso pour violon et orchestre en si majeur
- Opus 2 : Romance en si bémol majeur
- Opus 4 : Ouverture « Hamlet »
- Opus 6 : Ouverture « Demetrius »
- Opus 7 : Ouverture « Henry IV » (1854)
- Opus 9 : Mélodies Hébraïques pour alto et piano
- Opus 11 : Concerto pour violon dans la manière hongroise (1861)
- Opus 12 : Nocturne pour violon et orchestre
- Opus 13 : Ouverture « In Memoriam Heinrich von Kleist » (1861)
- Opus 20 : Romance en ut majeur
- Cadence pour le concerto pour violon de Brahms